# La Pouëze
La Pouëze település Franciaországban, Maine-et-Loire megyében. Lakosainak száma 1995 fő (2018. január 1.). La Pouëze Saint-Clément-de-la-Place, Bécon-les-Granits, Brain-sur-Longuenée, Le Louroux-Béconnais és Erdre-en-Anjou községekkel határos.

## Népesség
A település népességének változása:
| Lakosok száma | 1430 | 1396 | 1410 | 1437 | 1424 | 1708 | 1844 | 1913 | 1996 | 1995 |
|               | 1962 | 1968 | 1982 | 1990 | 1999 | 2008 | 2011 | 2013 | 2017 | 2018 |